# كوينتن تود
كوينتن تود (27 ديسمبر 1884 - 5 مايو 1947)، كان ممثل بريطاني وراقص ومصمم رقص ورائد في مجال التلفاز ومُحِب لمهير بابا. 

## سيرته الشخصية
ولد كوينتين تود في كينت، انجلترا، ابن الكسندر ماكسويل تود، وهو إنكليزي، وزوجته الأمريكية بيل بيركنز تود من بيتسفيلد في ماساتشوستس. مثل تود لأول مرة في عام 1911 مسرحية برودواي الموسيقية الكوميدية بعنوان «الزواج الانتقائي». كان أول ظهور له في فيلم سينمائي في كوميدية مونتي بانكس في عام 1930 بعنوان «النادل الجديد»، الذي لعب فيها شخصيته.في عام 1937 كان راقصًا وحيدًا في أول إصدار بريطاني متلفز عن قصة «حلم ليلة منتصف الصيف» لشكسبير  وكان مصممًا لرقص الباليه في العمل التلفزيوني البريطاني «ديك ويتنغتون وقطته». في العام التالي ابتكر برنامج «هل أحضرت موسيقاك؟» لتلفزيون البي بي سي. وقام بعزف الموسيقى أوركسترا تلفزيون البي بي سي المنحلة.
التقى كوينتين تود بالسيد الروحي الهندي مهير بابا في لندن في منزل هيلانة ديفي في عام 1931 وأصبح تابعا مخلصا له لما تبقى من حياته. أمضى بعض الوقت في الأشرم مهي بابا في الهند بالقرب من، كما سافر معه إلى الولايات المتحدة في عام 1932. 
توفي تود في عام 1947 من سوء التغذية في مستشفى سانت ستيفن في تشيلسي، لندن في سن 62. 

## روابط خارجية
- كوينتن تود على موقع IMDb (الإنجليزية)
- كوينتن تود على موقع قاعدة بيانات برودواي على الإنترنت (الإنجليزية)

- كوينتن تود في قاعدة بيانات الأفلام على الإنترنت
- كوينتين تود The B.B.C. Television Orchestra في قاعدة بيانات الأفلام على الإنترنت
- إصدارات الإنترنت لشكسبير
- كوينتين تود في صورة جماعية مع ميهار بابا